# 因河地区圣法伊特
因河地区圣法伊特是奥地利上奥地利州因河畔布劳瑙县的一个市镇。总面积5平方公里，总人口381人，人口密度76.2人/平方公里（2005年）。